# Padasari (Cimalaka)
Padasari is een bestuurslaag in het regentschap Sumedang van de provincie West-Java, Indonesië. Padasari telt 2193 inwoners (volkstelling 2010).